# 松之木
松之木（日语：／ Matsunoki */?）是東京都杉並區的町名。現行行政地名為松之木一丁目至三丁目。已實施住居表示。2013年10月1日為止的人口有7,728人。郵遞區號166-0014。

## 地理
大約在杉並區中央位置。北與杉並區梅里之間以五日市街道為界。西鄰杉並區成田東。南鄰杉並區大宮。東鄰杉並區堀之內。町內主要為住宅區。此外，善福寺川流經一丁目與二丁目。

### 河川
- 善福寺川

## 交通
町內沒有鐵路車站，北部（三丁目）可利用東京地下鐵丸之內線新高圓寺站。南部（一丁目）與中部（二丁目）因距離車站較遠，較為不便。

## 設施
- 杉並區立松之木中學校
- 杉並區立松之木小學校
- 松之木保育園
- 杉並區松之木運動場
  - 松之木運動場網球場
- 松之木地域安全中心
- 區立悠悠（ゆうゆう）堀之內松之木館
- 大法寺
- 信光寺

## 備註
1. ↑  杉並区 区政資料 - 統計 - 人口 - 各歳別人口25年 的存檔，存档日期2013-10-22.

35°41′31″N 139°38′43″E / 35.69194°N 139.64528°E